# Johann Georg Müller (Mediziner)

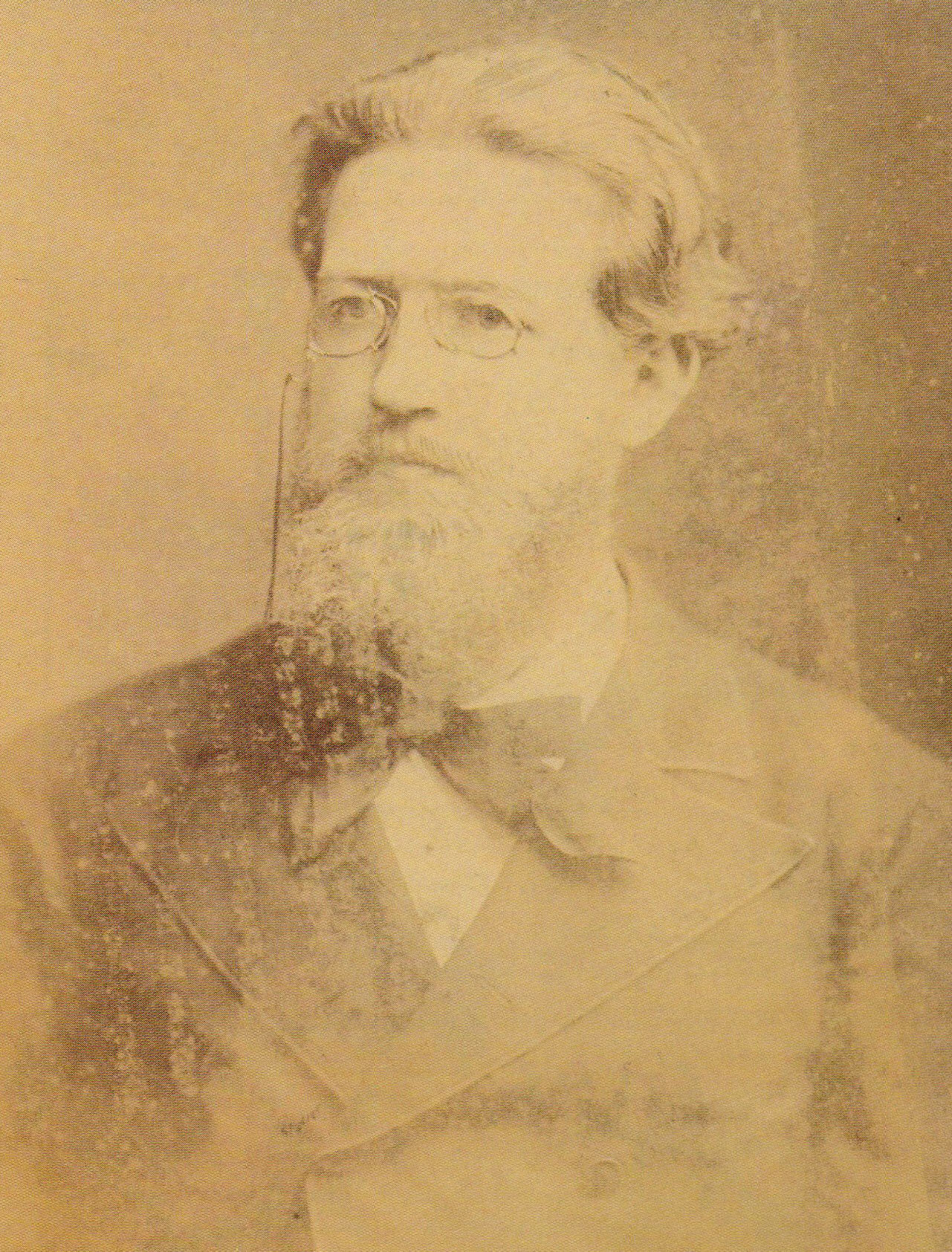
Johann Georg Müller

Johann Georg Müller (* 24. September 1780 in Mülheim am Rhein; † 22. September 1842 in Düsseldorf) war ein deutscher Arzt und Autor.

## Leben
Johann Georg Müller war ein Sohn des Schneiders Johann Peter Müller und der Gertrud Koch. Vermutlich besuchte er in Mülheim die Lateinschule und danach die Zentralschule in Köln, an der auch angehende Mediziner ausgebildet wurden, jedoch liegen für beide Annahmen keine Nachweise vor. Einer seiner Studienfreunde war Johann Jacob Noeggerath, der ebenfalls in Köln ausgebildet wurde. Bis 1803 war im nachrevolutionären Frankreich die Ausübung der ärztlichen Kunst ohne Prüfung zulässig, danach musste zumindest die Prüfung an einer entsprechenden Institution nachgewiesen werden. Zur Promotion schrieb sich Johann Georg Müller am 3. Dezember 1809 an der Universität in Duisburg ein, zwei Tage später legte er dort bereits bei Professor Daniel Erhard Günther die Prüfung mit einer 14-seitigen Arbeit De vi naturae medicatrice ab, in der er sich auf den Animisten Georg Ernst Stahl bezog, dessen Prinzipien er auch später noch verfocht. Die Dissertation widmete er den Mitgliedern des Düsseldorfer Medizinalkollegiums, darunter Johann Gotthelf Leberecht Abel. Welche Beziehung Müllers zu diesem Kollegium bestand, ist unbekannt. Möglicherweise hatte er jedoch einen Teil seiner Ausbildung in Düsseldorf absolviert. Dieses Medizinalkollegium war 1708 ins Leben gerufen worden und wurde 1808 aufgelöst.

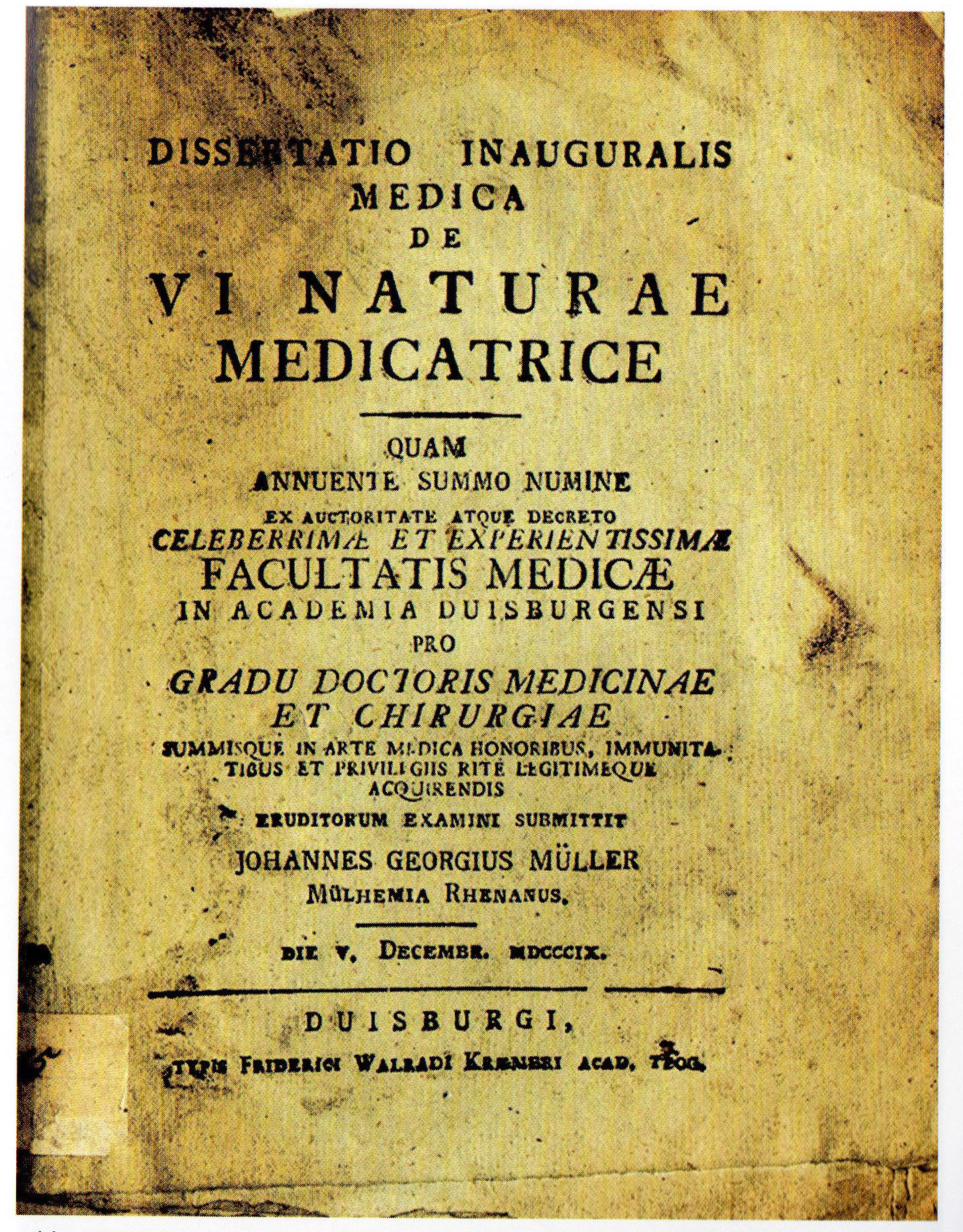
Titelseite der Dissertation Müllers

Seine erste Stelle als Arzt trat er nach der Promotion in Euskirchen an. Schon 1810 jedoch wurde er Kantonsarzt in Königswinter und bald danach Landsturmarzt im Landsturm des Siebengebirges, der sich nach der Völkerschlacht bei Leipzig und Napoleons Niederlage in Königswinter gebildet hatte. Unter Justus von Gruner wurde 1813 das Generalgouvernement Berg eingerichtet. Müller wurde nun auf Gruner vereidigt und behielt seinen alten Posten als Kantonsarzt.
In 48 Seiten verfasste er 1814 eine Raisonierende Topographie des Kantons Königswinter. Bald danach, am 30. April 1815, heiratete er in Bodendorf an der Ahr Johanna Katharina Fuchs (1795–1876). Aus der Ehe gingen sieben Kinder hervor, darunter Peter Wilhelm Karl und Pauline Walburga, genannt Wally, die spätere Gattin Jakob Beckers.
1819 wurde Müller Kreisphysikus in Bergheim an der Erft. Diese Stelle wurde extra neu geschaffen. Dies stand mit der Inspektion und Umorganisation des Gesundheitswesens in Zusammenhang, die die neue preußische Regierung vornehmen wollte. Eine Dienstanweisung vom 1. November 1819 wies dem Kreisphysikus nicht nur die Sorge für den allgemeinen Gesundheitszustand einschließlich Seuchenprävention und Impfungen im Kreis zu, sondern auch die Versorgung von Armen, Verunglückten und Gefangenen, falls dafür kein anderer Arzt angestellt war, sowie die medizinisch-gerichtlichen bzw. polizeilichen Untersuchungen samt Erstellung entsprechender Gutachten. Außerdem musste er Material für eine künftige medizinische Topographie des Kreises sammeln. Der Kreisphysikus wurde mit 200 Reichstalern jährlich entlohnt. Müller zog im Frühjahr 1820 mit seiner Familie in das Haus Hauptstraße 30 in Bergheim. Das Haus war klein, feucht und unbequem, neidische Amtskollegen bereiteten Müller Unannehmlichkeiten und eine wirkliche Freundschaft ergab sich nur mit dem Kreischirurgen Johann Salentin Sartorius sowie dem Apotheker Conrad Balthasar Harff. Gute Beziehungen entwickelten sich auch zu den adligen Familien auf den umliegenden Gütern und Burgen. Das landrätliche Büro wurde wohl auf Anraten Müllers auf Schloss Frens verlegt, da Landrat Franz Ludwig Graf Beissel von Gymnich an der Gicht litt.
1820 erkrankte die gesamte Familie Müller in Bergheim schwer. Weil Müller im November desselben Jahres auch durch ein scheuendes Pferd schwer verletzt worden war, suchte er am 16. März 1821 aus gesundheitlichen Gründen um seine Entlassung nach. Er erhielt daraufhin die Erlaubnis, sich in Köln als praktischer Arzt niederzulassen. Bevor dieser Beschluss ihm mitgeteilt werden konnte, wurde Müller am 14. April 1821 erneut das Opfer eines Unfalls. Diesmal stürzte er in einer Scheune und verletzte sich das Rückgrat, was zu einer teilweisen Lähmung seines rechten Schenkels und auch zu Auswirkungen auf die Blasenfunktion führte. Daher schrieb er nun erneut an die Regierung und bat darum, Kreisarzt in Bergheim bleiben zu dürfen. Auch in den folgenden Jahren war die Familie in Bergheim immer wieder von Krankheiten heimgesucht. Zwei der vier in Bergheim geborenen Kinder – die Söhne Hubert Jacob Karl und Heinrich – starben dort, ebenso die noch in Königswinter geborene Tochter Maria.

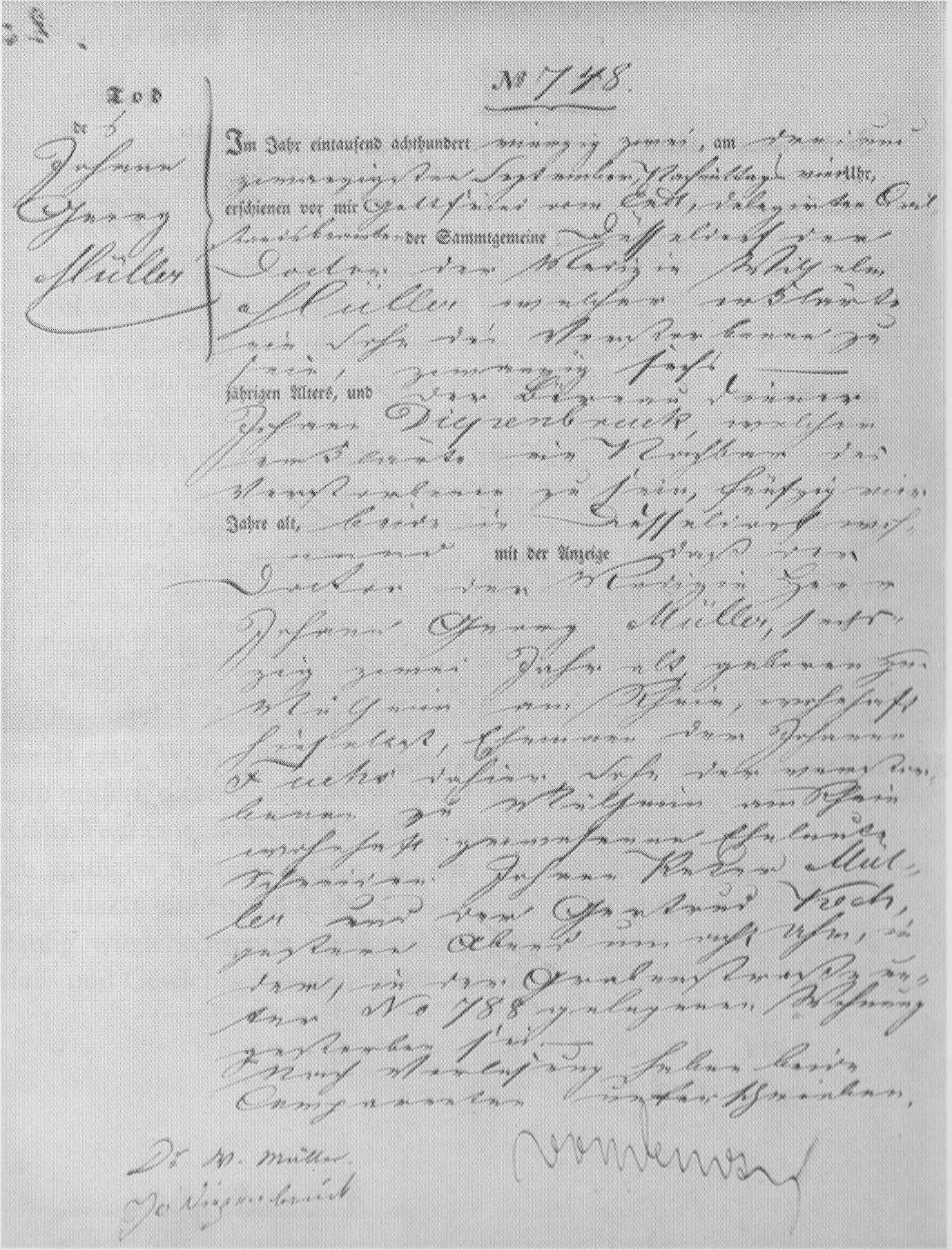
Sterbeurkunde für Johann Georg Müller

1828 suchte Müller erneut um seine Entlassung nach und zog mit seiner Familie in die Düsseldorfer Neustraße, wo sie bis mindestens 1833 lebte. Danach zog die Familie an den Karlsplatz, wo sich ein lebhaftes gesellschaftliches Leben entwickelte, das insbesondere durch die künstlerischen Interessen des Sohnes Wilhelm gefördert wurde. Johann Georg Müller wollte aus finanziellen Gründen den Posten des Düsseldorfer Kreisarztes übernehmen und seinem Sohn die Praxis überlassen, doch vereitelte eine ernsthafte Erkrankung diesen Plan. Müller starb am 22. September 1842 in der Grabenstraße 788 in Düsseldorf. Sein Sohn schrieb einen Nachruf auf ihn. Seine Witwe lebte eine Zeitlang in der Breiten Straße 856 in Düsseldorf, ehe sie in ihre rheinpfälzische Heimat zurückkehrte.
Johann Georg Müllers Arbeit Der Kreis Bergheim um 1827, den er als Kreisphysikus für den 1816 eingerichteten Kreis Bergheim auf Befehl der preußischen Verwaltung verfassen musste, wurde 2006 publiziert.